# 杰克逊县 (明尼苏达州)
傑克遜縣（英語：Jackson County）是位於美國明尼蘇達州南部的一個縣，南鄰愛阿華州。面積1,863平方公里，根據美國2000年人口普查數字，共有人口11,268人。縣治傑克遜（Jackson）。
成立於1857年5月23日。縣名紀念第七任總統安德魯·傑克遜（一說是紀念早期的拓殖商人亨利·傑克遜）。